# پالوویتسه
پالوویتسه (به چکی: Pálovice) یک منطقهٔ مسکونی در جمهوری چک است که در منطقه تربیچ واقع شده‌است. پالوویتسه ۵٫۹۱ کیلومتر مربع مساحت و ۱۶۸ نفر جمعیت دارد و ۴۷۳ متر بالاتر از سطح دریا واقع شده‌است.